# Troisvaux
Troisvaux ist eine französische Gemeinde mit 288 Einwohnern (Stand 1. Januar 2022) im Arrondissement Arras des Départements Pas-de-Calais. Sie liegt im Kanton Brebières und ist Mitglied des Kommunalverbandes Osartis Marquion.
| Hernicourt        | Conteville-en-Ternois, Huclier | Valhuon, Brias         |
|                   | Kompass                        |                        |
| Gauchin-Verloingt |                                | Saint-Pol-sur-Ternoise |

## Sehenswürdigkeiten
- Kirche Saints-Simon-et-Jude
- Kirche Saint-Vaast im Ortsteil Belval

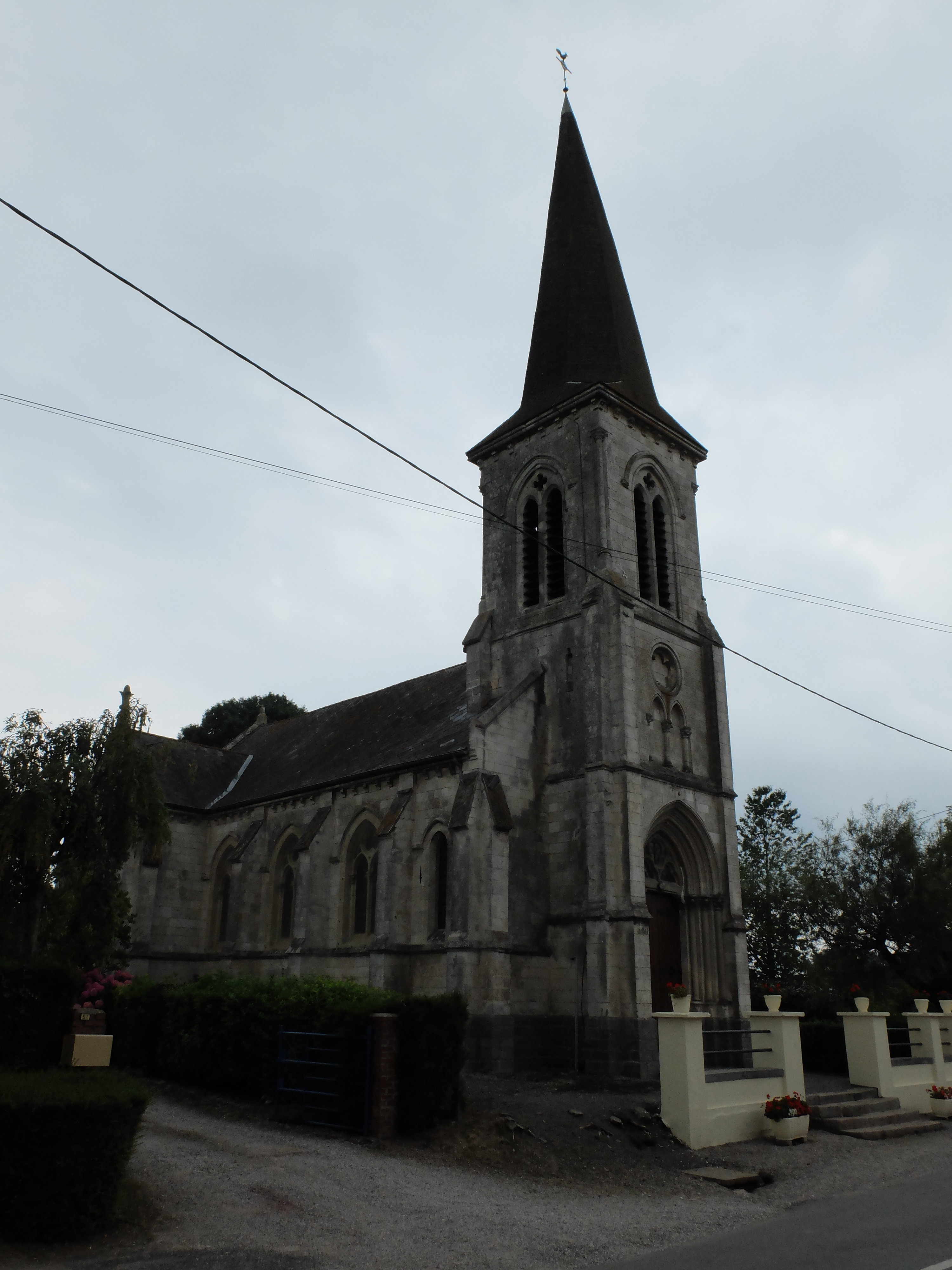
Kirche Saints-Simon-et-Jude
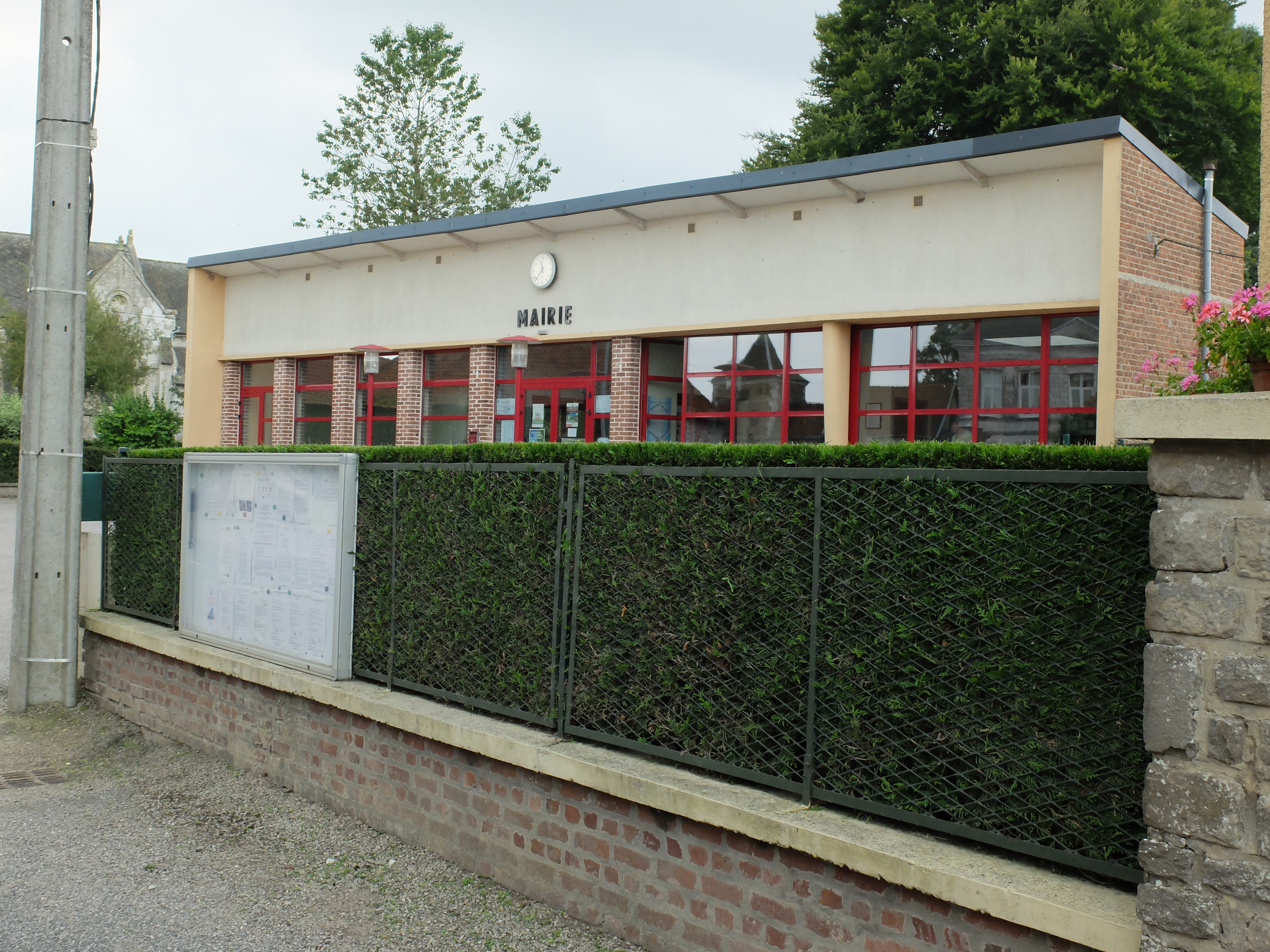
Rathaus